# Уяздовський замок
Уяздо́вський за́мок — варшавська резиденція польського короля Августа II. Уяздовський палац розташований між Уяздовським і Лазенковським парками, на вулиці Уяздів у Варшаві. Він був зведений королівським придворним архітектором, швейцарцем Маттео Кастеллі, в XVII столітті за велінням Сигізмунда III Вази на місці селища Уязд. Перший замок був дерев'яним, з внутрішнім двором, двоповерховими вежами по кутах і монастирем.
У другій половині XVII століття за бажанням нового господаря Станіслава Любомирського був змінений інтер'єр палацу за проєктом Тильмана Ґамерського. У 1717 року під палацом був виритий канал довжиною 820 метрів, а в 1766 році будівлю купив Станіслав Понятовський, який надбудував ще один поверх.
У 1784 році будівлю віддали на військові цілі і в палаці з'явилися казарми. А в 1809 році відкрили військовий госпіталь, в якому рятували життя солдатів під час Другої світової війни. У період фашистської окупації будівлю палацу було спалено. Реконструювали Уяздовський палац тільки в 1975 році, і в даний час у ньому розташовується центр сучасного мистецтва.